# Jean Richer

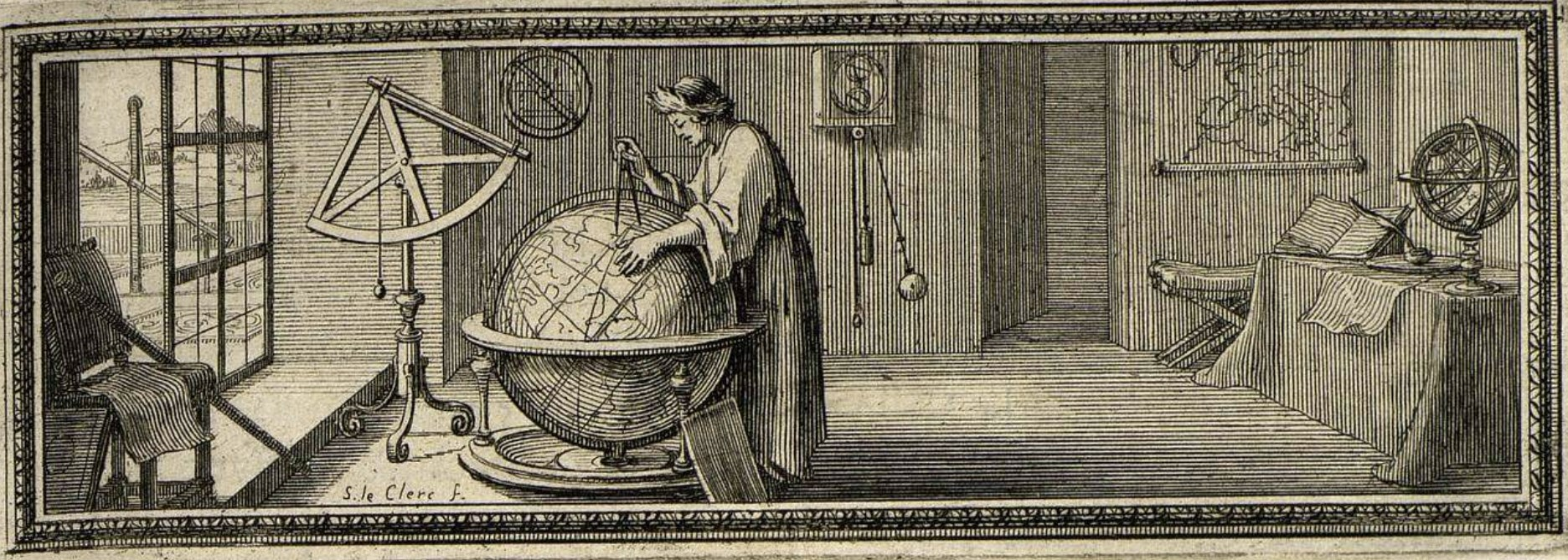
Observaciones astronómicas y gravimétricas la isla de Cayena, por el astrónomo Jean Richer, de acuerdo con un grabado de Sébastien Leclerc.

Jean Richer (1630 - París 1696) fue un astrónomo francés que se convirtió en la primera persona en observar que la fuerza gravitacional no era la misma en todos los puntos de la Tierra.

## Biografía
Poco se sabe de su vida. Viajó a Cayena, Guayana Francesa en 1671, como asistente de Giovanni Domenico Cassini y a petición de la Academia Francesa de Ciencias para observar a Marte durante su perigeo, lo cual permitió estimar su distancia al Sol. Estando allí descubrió que la oscilación de un péndulo, era más lenta que en París, deduciendo que esto se debía a que Cayena se encontraba más lejos del centro de la Tierra. En efecto, la expedición 1734 de la Real Academia de Ciencias de París para medir un grado de arco de meridiano terrestre en Laponia y Quito (en la que participaron Jorge Juan y Antonio de Ulloa) demostró un ensanchamiento del globo terrestre en el Ecuador.
Así Richer se convirtió en la primera persona en observar un cambio en la intensidad del campo gravitatorio terrestre, dando inicio a la ciencia de la gravimetría.
Murió en París en 1696.